# BRIsat
BRIsat ist ein kommerzieller Kommunikationssatellit der indonesischen Bank Rakyat Indonesia  (BRI).
Er wurde am 18. Juni 2016 um 21:38 UTC mit einer Ariane-5-Trägerrakete vom Raketenstartplatz Centre Spatial Guyanais (zusammen mit EchoStar 18) in eine geostationäre Transferbahn gebracht. Bei dieser Mission transportierte die Ariane 5 ein Rekordgewicht, wobei die beiden Satelliten und der Nutzlastadapter zusammen 10.730 Kilogramm wogen. Das Gewicht der beiden Raumfahrzeuge alleine betrug 9.840 Kilogramm.
Der dreiachsenstabilisierte Satellit ist mit 9 Ku-Band- und 36 C-Band-Transpondern ausgerüstet und soll von der Position 150,5° Ost aus Indonesien, Südostasien und Nordostasien mit gesicherten Telekommunikationsdienstleistungen für Banken versorgen. Er wurde auf Basis des Satellitenbus SSL 1300 der Space Systems Loral gebaut und besitzt eine geplante Lebensdauer von 15 Jahren.